# Destrucción creativa

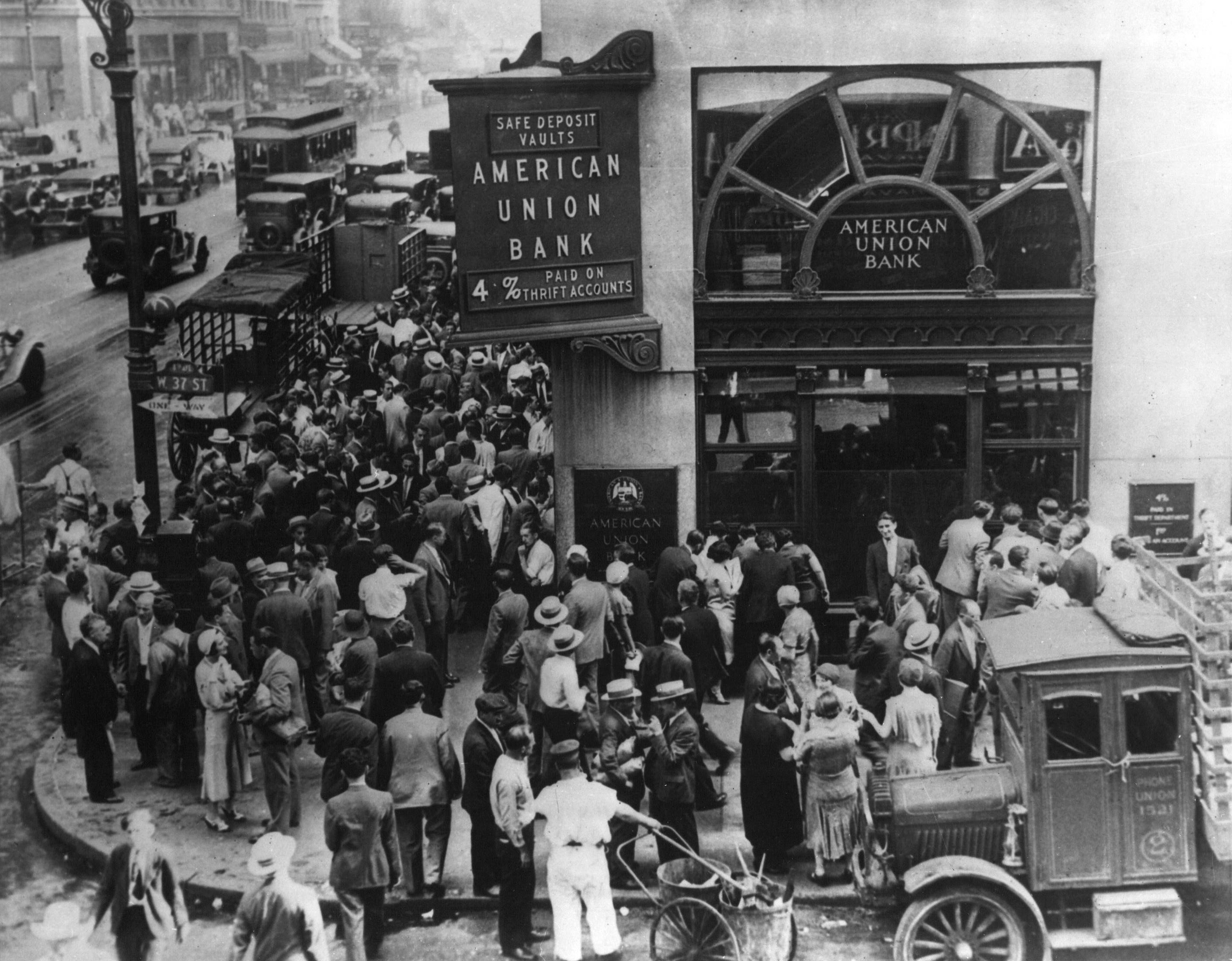
Multitud en el American Union Bank de Nueva York durante un pánico bancario a principios de la Gran Depresión. Marx argumentó que la devaluación de la riqueza durante las periódicas crisis financieras del capitalismo era un resultado inevitable de los procesos de creación de riqueza.

La destrucción creativa o creadora (en inglés: creative destruction, alemán: schöpferische Zerstörung, francés: destruction créatrice), a veces denominada vendaval de Schumpeter, es un concepto en economía el cual desde los años 1950 se ha identificado fácilmente con el economista austriaco Joseph Schumpeter. Este formuló su idea a partir de la obra de Karl Marx y luego la popularizó como una teoría de innovación económica y ciclo económico.
De acuerdo a Schumpeter, el "viento perenne de destrucción creadora" describe el "proceso de mutación industrial que incesantemente revoluciona la estructura económica desde adentro, destruyendo incesantemente la antigua, creando incesantemente una nueva". En la teoría económica marxista el concepto se refiere más ampliamente a los procesos enlazados de acumulación y aniquilación de la riqueza bajo el capitalismo.
Al sociólogo alemán Werner Sombart se le acredita el primer uso de estos términos en su obra Krieg und Kapitalismus (Guerra y Capitalismo, 1913). En obras anteriores de Marx, sin embargo, la idea de destrucción creativa o aniquilación (en alemán: Vernichtung) implica no solamente que el capitalismo destruye y reconfigura órdenes económicos pasados, pero también que debe constantemente devaluar la riqueza existente (ya sea a través de guerras, negligencia, o crisis económicas regulares y periódicas) para así hacer espacio para la creación de nueva riqueza.
En Capitalismo, Socialismo y Democracia (1942), Joseph Schumpeter desarrolló el concepto a partir de una lectura meticulosa del pensamiento de Marx (a la cual es devota toda la Parte I del libro), argumentando (en la Parte II) que las fuerzas creadoras-destructivas desatadas por el capitalismo eventualmente llevarían a su declive como sistema (ver más abajo). A pesar de esto, el término posteriormente ganó popularidad dentro de la economía mainstream como una descripción de procesos tales como la reducción para el aumento de la eficiencia y el dinanismo de una compañía. El uso marxista ha sido, de todas maneras, retenido y desarrollado más allá en la obra de científicos sociales como David Harvey, Marshall Berman, Manuel Castells y Daniele Archibugi.

## Historia

### En el pensamiento de Marx
Aunque Marx no utiliza de manera explícita el término moderno "destrucción creadora", este proviene ampliamente de sus análisis, en particular de la obra de Werner Sombart (a quien Engels describió como el único profesor alemán que entendía El capital de Marx) y de Joseph Schumpeter, quien discute a fondo el origen de las ideas en la obra de Marx (vér más abajo).
En el Manifiesto comunista de 1848, Karl Marx y Friedrich Engels describen las tendencias de crisis del capitalismo en términos de "destrucción impuesta de una masa de fuerzas productivas":

Las relaciones burguesas de producción y de cambio, las relaciones burguesas de propiedad, toda esta sociedad burguesa moderna, que ha hecho surgir como por encanto tan potentes medios de producción y de cambio, se asemeja al mago que ya no es capaz de dominar las potencias infernales que ha desencadenado con sus conjuros. Desde hace algunas décadas, la historia de la industria y del comercio no es más que la historia de la rebelión de las fuerzas productivas modernas contra las actuales relaciones de producción, contra las relaciones de propiedad que condicionan la existencia de la burguesía y su dominación. Basta mencionar las crisis comerciales que, con su retorno periódico, plantean, en forma cada vez más amenazante, la cuestión de la existencia de toda la sociedad burguesa. Durante cada crisis comercial, se destruye sistemáticamente, no sólo una parte considerable de productos elaborados, sino incluso de las mismas fuerzas productivas ya creadas. Durante las crisis, una epidemia social, que en cualquier época anterior hubiera parecido absurda, se extiende sobre la sociedad: la epidemia de la superproducción. La sociedad se encuentra súbitamente retrotraída a un estado de súbita barbarie: diríase que el hambre, que una guerra devastadora mundial la han privado de todos sus medios de subsistencia; la industria y el comercio parecen aniquilados. Y todo eso, ¿por qué? Porque la sociedad posee demasiada civilización, demasiados medios de vida, demasiada industria, demasiado comercio. Las fuerzas productivas de que dispone no favorecen ya el régimen burgués de la propiedad; por el contrario, resultan ya demasiado poderosas para estas relaciones, que constituyen un obstáculo para su desarrollo; y cada vez que las fuerzas productivas salvan este obstáculo, precipitan en el desorden a toda la sociedad burguesa y amenazan la existencia de la propiedad burguesa. Las relaciones burguesas resultan demasiado estrechas para contener las riquezas creadas en su seno. ¿Cómo vence esta crisis la burguesía? De una parte, por la destrucción obligada de una masa de fuerzas productivas; de otra, por la conquista de nuevos mercados y la explotación más intensa de los antiguos. ¿De qué modo lo hace, pues? Preparando crisis más extensas y más violentas y disminuyendo los medios de prevenirlas.

Unos pocos años después, en Grundrisse, Marx escribía sobre "la violenta destrucción del capital no por relaciones externos a él, sino por la condición de su auto-preservación". En otras palabras, él establece un vínculo necesario entre las fuerzas creadoras o generadoras de la producción en el capitalismo y la destrucción del valor del capital como uno de los medios claves en las que el capitalismo intenta superar sus contradicciones internas:

Estas contradicciones derivan en explosiones, cataclismos, crisis, en las cuales ... la suspensión momentánea del trabajo y la aniquilación de una gran porción del capital ... regresan agresivamente al punto donde se habilita [seguir] emplear totalmente sus poderes productivos sin suicidarse.

En La producción del plusvalor relativo ("Sección 4" de El capital, 1863), Marx refina esta teoría para distinguir entre escenarios donde la destrucción de los valores (de los productos básicos) afecta los valores de uso o los valores de intercambio o ambos juntos. La destrucción del valor de cambio combinado con la preservación del valor de uso presenta oportunidades claras para nuevas inversiones de capital y, por lo tanto, para la repetición del ciclo de producción-devaluación:

La destrucción del capital por las crisis significa la depreciación de valores que les impide renovar más tarde su proceso de reproducción como capital, en la misma escala. Este es el efecto ruinoso de la caída de los precios de las mercancías. No provoca la destrucción de ningún valor de uso. Lo que uno pierde, lo gana otro. Los valores usados como capital no pueden volver a actuar como capital en manos de la misma persona. Los antiguos capitalistas van a la bancarrota ... Una gran parte del capital nominal de la sociedad, o sea el valor de cambio del capital nominal de la sociedad, es decir, del valor de cambio del capital constante, queda destruida para siempre, si bien esta destrucción, puesto que no afecta al valor de uso, puede servir precisamente para estimular mucho la nueva reproducción. Son éstas, al mismo tiempo, épocas en que el capital en dinero se enriquece a costa del capital industrial.

El geógrafo social David Harvey resume las diferencias entre la utilización de Marx de estos conceptos con la de Schumpeter: "Tanto Karl Marx como Joseph Schumpeter escribieron en profundidad acerca de las tendencias "creadoras-destructoras" inherentes al capitalismo. Mientras Marx claramente admiraba al creatividad del capitalismo él ... fuertemente resaltó su auto-destructividad. Los schumpeterianos siempre se han glorificado en la creatividad infinita del capitalismo, al mismo tiempo que tratan la destructividad como una cuestión de los costos normales de hacer negocios".

### Otro uso temprano

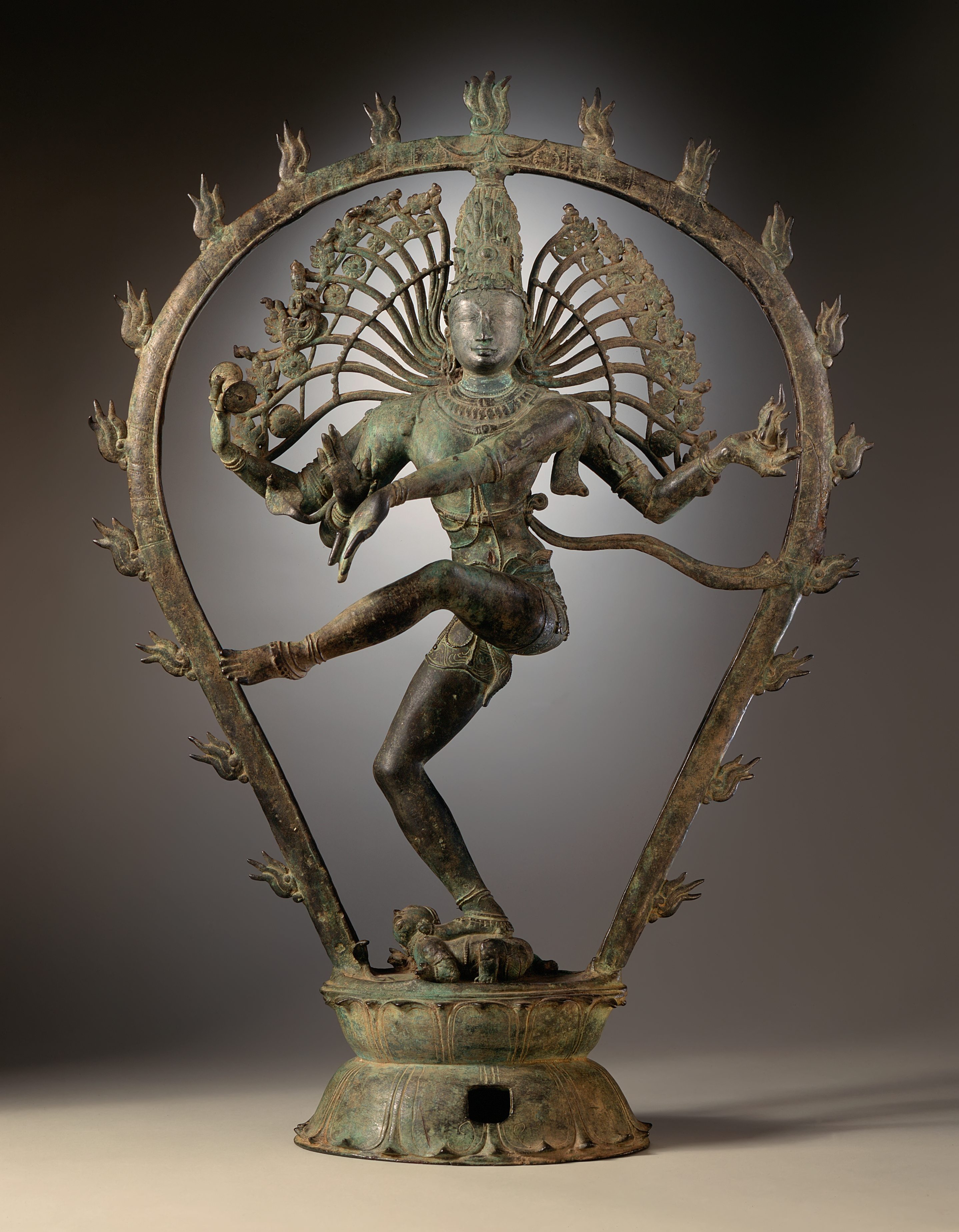
En el hinduismo, el dios Shiva es simultáneamente destructor y creador, retratado como Shiva Nataraja (Señor de la Danza), y se propone como la fuente de la noción occidental de "destrucción creativa".

En El origen de las especies, que se publicó en 1859, Charles Darwin escribió que "la extinción de las formas antiguas es la consecuencia casi inevitable de la producción de nuevas formas". Una notable excepción a esta regla es cómo la extinción de los dinosaurios facilitó la radiación adaptativa de los mamíferos. En este caso, la creación fue la consecuencia, más que la causa, de la destrucción.
En términos filosóficos, el concepto de "destrucción creativa" está cerca del concepto de sublación de Hegel. En el discurso económico alemán fue tomado de los escritos de Marx por Werner Sombart, particularmente en su texto de 1913 Krieg und Kapitalismus:

Una vez más, sin embargo, de la destrucción surge un nuevo espíritu de creación; la escasez de madera y las necesidades de la vida cotidiana ... forzaron el descubrimiento o la invención de sustitutos de la madera, forzaron el uso de carbón para la calefacción, forzaron la invención del coque para la producción de hierro.

Hugo Reinert ha argumentado que la formulación del concepto de Sombart fue influenciada por el misticismo oriental, específicamente la imagen del dios hindú Shiva, que se presenta en el aspecto paradójico del destructor y creador simultáneo. Posiblemente esta influencia pasó de Johann Gottfried Herder, quien llevó el pensamiento hindú a la filosofía alemana en su Filosofía de la historia humana (Ideen zur Philosophie der Geschichte der Menschheit) (Herder 1790–92), específicamente el volumen III, págs. 41–64. a través de Arthur Schopenhauer y el orientalista Friedrich Maier a través de los escritos de Friedrich Nietzsche. Nietzsche representó la destrucción creativa de la modernidad a través de la figura mítica de Dioniso, una figura a la que vio al mismo tiempo "destructivamente creativo" y "creativamente destructivo". En el siguiente pasaje de La genealogía de la moral (1887), Nietzsche defiende un principio universal de un ciclo de creación y destrucción, de modo que cada acto creativo tenga su consecuencia destructiva:

Pero ¿os habéis preguntado alguna vez suficientemente cuán caro se ha hecho pagar en la tierra el establecimiento de todo ideal? ¿Cuánta realidad tuvo que ser siempre calumniada e incomprendida para ello, cuánta mentira tuvo que ser santificada, cuánta conciencia conturbada, cuánto dios tuvo que ser sacrificado cada vez? Para poder levantar un santuario hay que destruir un santuario: Ésta  es la ley — ¡muéstreseme un solo caso en que no se haya cumplido!

Otras formulaciones del siglo XIX de esta idea incluyen al anarquista ruso Mikhail Bakunin, quien escribió en 1842, "¡La pasión por la destrucción también es una pasión creativa!" Debe tenerse en cuenta, sin embargo, que esta formulación anterior podría calificarse con mayor precisión como "creación destructiva", y difiere marcadamente de las formulaciones de Marx y Schumpeter en su enfoque en la destrucción activa del orden social y político existente por parte de agentes humanos (en oposición a las fuerzas sistémicas o contradicciones en el caso de Marx y Schumpeter).

## Asociación con Joseph Schumpeter
La expresión "destrucción creativa" fue popularizada por Joseph Schumpeter y está más asociada a él, particularmente en su libro Capitalismo, Socialismo y Democracia, publicado por primera vez en 1942. Ya en su libro Ciclos económicos de 1939, intentó refinar las ideas innovadoras de Nikolai Kondratieff y su ciclo de onda larga que Schumpeter creía que fue impulsado por la innovación tecnológica. Tres años más tarde, en Capitalismo, Socialismo y Democracia, Schumpeter introdujo el término "destrucción creativa", que derivó explícitamente del pensamiento marxista (analizado extensamente en la Parte I del libro) y lo usó para describir el proceso disruptivo de transformación que acompaña a tal innovación:

El capitalismo ... es por naturaleza una forma o método de cambio económico y no solo nunca es, sino que nunca puede ser estacionario. ... El impulso fundamental que pone en marcha y mantiene el motor capitalista proviene de los nuevos bienes de consumo, los nuevos métodos de producción o transporte, los nuevos mercados, las nuevas formas de organización industrial que crea la empresa capitalista.

... La apertura de nuevos mercados, extranjeros o nacionales, y el desarrollo organizacional de la tienda de artesanía y la fábrica a preocupaciones como US Steel ilustran el proceso de mutación industrial que revoluciona incesantemente la estructura económica desde adentro, destruyendo sin cesar la anterior, creando sin cesar una nueva. Este proceso de destrucción creativa es el hecho esencial sobre el capitalismo. Es en lo que consiste el capitalismo y en lo que tiene que vivir toda preocupación capitalista.

[... El capitalismo requiere] el perenne vendaval de la Destrucción Creativa.

En la visión del capitalismo de Schumpeter, la entrada innovadora de los emprendedores fue la fuerza disruptiva que sostuvo el crecimiento económico, incluso cuando destruyó el valor de las empresas y los trabajadores establecidos que disfrutaban de cierto grado de poder de monopolio derivado de paradigmas tecnológicos, organizativos, regulatorios y económicos anteriores. Sin embargo, Schumpeter fue pesimista acerca de la sostenibilidad de este proceso, y lo vio como un eventual debilitamiento de los propios marcos institucionales del capitalismo:

Al romper el marco precapitalista de la sociedad, el capitalismo rompió no solo las barreras que impedían su progreso, sino también los contrafuertes que impidieron su colapso. Ese proceso, impresionante en su incesante necesidad, no fue simplemente una cuestión de eliminar la madera muerta institucional, sino de eliminar a los socios del estrato capitalista, cuya simbiosis con quien era un elemento esencial del esquema capitalista. [...] El proceso capitalista de la misma manera en que destruyó el marco institucional de la sociedad feudal también socava el suyo.

Sin embargo, Schumpeter elaboró el concepto, haciéndolo central en su teoría económica, y más tarde fue tomado como una doctrina principal de la llamada Escuela Austriaca de pensamiento económico de libre mercado.

### Ejemplos

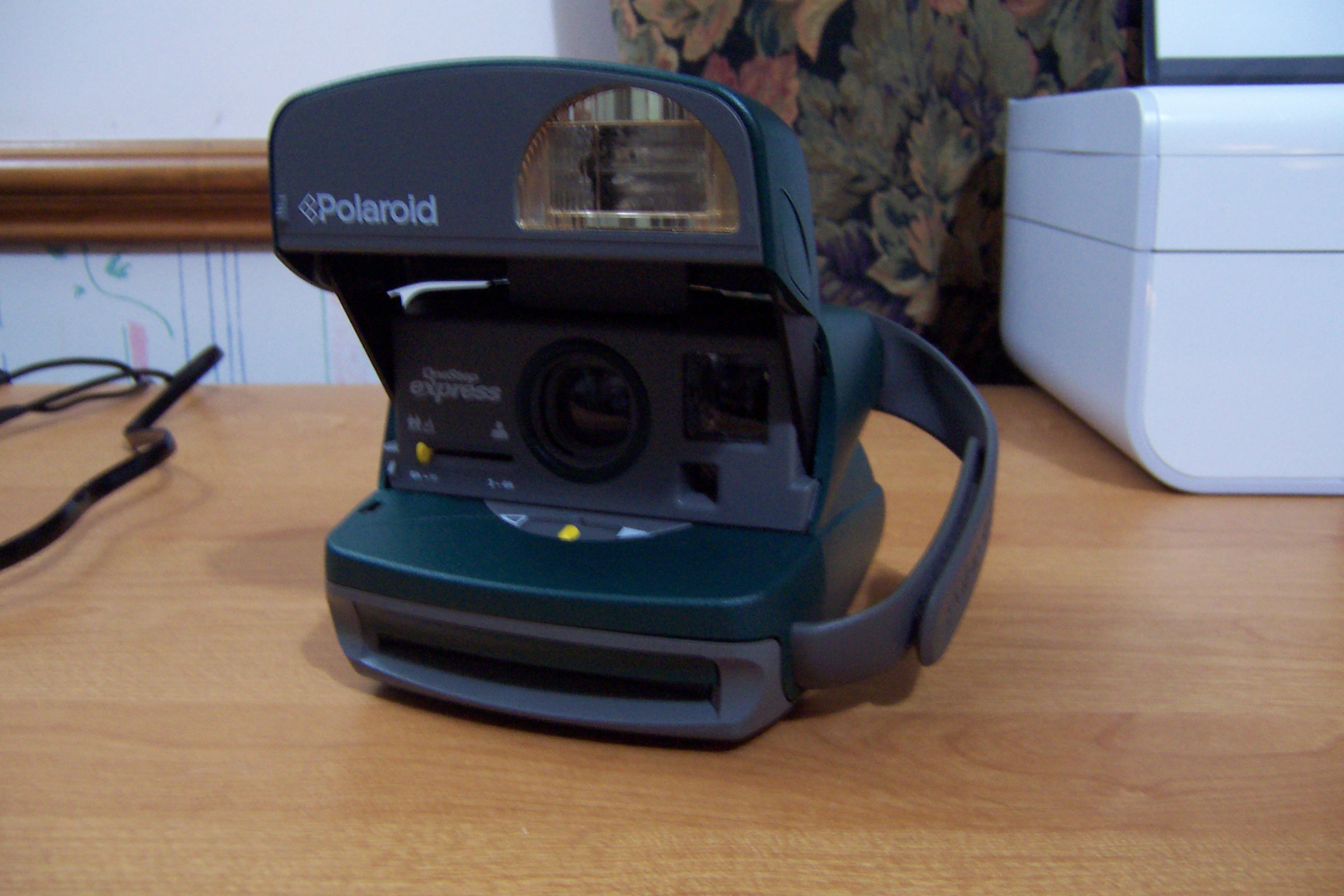
Las cámaras instantáneas Polaroid han desaparecido casi por completo con la difusión de la fotografía digital. Solo para volver una vez más en 2017 con nuevas cámaras y películas, ya que los consumidores fetichistas fueron demasiado lejos subestimando la demanda de la foto instantánea.

Schumpeter (1949) en uno de sus ejemplos usó "la ferrocarrización del Medio Oriente tal como fue iniciada por la Illinois Central". Él escribió: "La Illinois Central no solo significaba muy buen negocio mientras se construía y mientras se construían nuevas ciudades a su alrededor y se cultivaba la tierra, sino que deletreaba la pena de muerte para la [antigua] agricultura del Oeste".
Las empresas que una vez revolucionaron y dominaron nuevas industrias, por ejemplo, Xerox en fotocopiadoras o Polaroid en fotografía instantánea, han visto caer sus ganancias y su dominio se desvanece a medida que los rivales lanzan diseños mejorados o reducen los costos de fabricación. En tecnología, la cinta de casete reemplazó a las 8 pistas, solo para ser reemplazada a su vez por el disco compacto, que fue socavado por descargas a reproductores de MP3, lo cual ahora está siendo usurpado por los servicios web de streaming. Las empresas que ganaron dinero con la tecnología que se vuelve obsoleta no necesariamente se adaptan bien al entorno empresarial creado por las nuevas tecnologías.
Un ejemplo de ello es la forma en que los sitios de noticias en línea con publicidad como The Huffington Post están llevando a la destrucción creativa del periódico tradicional. El Christian Science Monitor anunció en enero de 2009 que ya no continuaría publicando una edición diaria en papel, sino que estaría disponible en línea diariamente y proporcionaría una edición impresa semanal. El Seattle Post-Intelligencer pasó a ser solo en línea en marzo de 2009. A nivel nacional en EE. UU., el empleo en el negocio de los periódicos cayó de 455,700 en 1990 a 225,100 en 2013. Durante ese mismo período, el empleo en la publicación y transmisión por Internet aumentó de 29,400 a 121,200. Las redes tradicionales de exalumnos franceses, que generalmente cobran a sus estudiantes por conectarse en línea o por medio de directorios en papel, están en un peligro de destrucción creativa originado por sitios de redes sociales gratuitos como LinkedIn y Viadeo.
De hecho, la innovación exitosa es normalmente una fuente de poder temporal en el mercado, erosionando las ganancias y la posición de las empresas antiguas, pero en última instancia sucumbiendo a la presión de nuevos inventos comercializados por otros competidores. La destrucción creativa es un concepto económico poderoso porque puede explicar muchas de las dinámicas o cinéticas del cambio industrial: la transición de un mercado competitivo a un mercado monopolístico, y viceversa. Ha sido la inspiración de la teoría del crecimiento endógeno y también de la economía evolutiva.
David Ames Wells (1890), quien fue una autoridad líder en los efectos de la tecnología en la economía a fines del siglo XIX, dio muchos ejemplos de destrucción creativa (sin usar el término) provocada por mejoras en la eficiencia de la máquina de vapor, el transporte, la red telegráfica internacional y la mecanización agrícola.

## Desarrollos posteriores

### Ludwig Lachmann
Estos hechos económicos tienen ciertas consecuencias sociales. Como los críticos de la economía de mercado hoy en día prefieren adoptar su posición sobre bases "sociales", puede que no sea inapropiado dilucidar aquí los verdaderos resultados sociales del proceso de mercado. Ya lo hemos hablado como un proceso de nivelación. Más acertadamente, ahora podemos describir estos resultados como una instancia de lo que Pareto llamó "la circulación de las élites". Es improbable que la riqueza permanezca por mucho tiempo en las mismas manos. Pasa de una mano a otra a medida que el cambio imprevisto confiere valor, ahora en esto, ahora en ese recurso específico, engendrando ganancias y pérdidas de capital. Los dueños de la riqueza, podríamos decir con Schumpeter, son como los huéspedes de un hotel o los pasajeros de un tren: siempre están allí, pero nunca son las mismas personas por mucho tiempo.
— Ludwig Lachmann, The Market Economy and the Distribution of Wealth (en inglés)

### David Harvey
El geógrafo e historiador David Harvey en una serie de obras desde la década de 1970 (Social Justice and the City, 1973; The Limits to Capital, 1982; The Urbanization of Capital, 1985; Spaces of Hope, 2000; Spaces of Capital, 2001; Spaces of Neoliberalization, 2005; The Enigma of Capital and the Crises of Capitalism, 2010), elaboró el pensamiento de Marx sobre las contradicciones sistémicas del capitalismo, en particular en relación con la producción del entorno urbano (y con la producción del espacio en general). Desarrolló la noción de que el capitalismo encuentra una "solución espacial" para sus crisis periódicas de sobreacumulación a través de la inversión en activos fijos de infraestructura, edificios, etc.: "El entorno construido que constituye un vasto campo de medios colectivos de producción y consumo absorbe grandes cantidades de capital tanto en su construcción como en su mantenimiento. La urbanización es una forma de absorber el excedente de capital." Si bien la creación del entorno construido puede actuar como una forma de desplazamiento de crisis, también puede constituir un límite en sí mismo, ya que tiende a congelar las fuerzas productivas en una forma espacial fija. Como el capital no puede soportar un límite a la rentabilidad, surgen formas cada vez más frenéticas de "compresión espacio-temporal" (mayor velocidad de rotación, innovación de infraestructura de transporte y comunicaciones cada vez más rápidas, "acumulación flexible"), a menudo impulsando la innovación tecnológica. Tal innovación, sin embargo, es una espada de doble filo:

El efecto de la innovación continua ... es devaluar, si no destruir, las inversiones pasadas y las habilidades laborales. La destrucción creativa está incrustada en la circulación del capital mismo. La innovación exacerba la inestabilidad, la inseguridad y, al final, se convierte en la fuerza principal que empuja al capitalismo a paroxismos periódicos de crisis. ... La lucha por mantener la rentabilidad hace que los capitalistas se apresuren a explorar todo tipo de otras posibilidades. Se abren nuevas líneas de productos, y eso significa la creación de nuevos deseos y necesidades. Los capitalistas se ven obligados a redoblar sus esfuerzos para crear nuevas necesidades en otros ... El resultado es exacerbar la inseguridad y la inestabilidad, a medida que masas de capital y trabajadores cambian de una línea de producción a otra, dejando devastados sectores enteros ... El impulso de reubicarse en lugares más ventajosos (el movimiento geográfico tanto del capital como del trabajo) revoluciona periódicamente la división internacional y territorial del trabajo, agregando una dimensión geográfica vital a la inseguridad. La transformación resultante en la experiencia del espacio y el lugar se corresponde con revoluciones en la dimensión del tiempo, ya que los capitalistas se esfuerzan por reducir el tiempo de rotación de su capital a "un abrir y cerrar de ojos".

La globalización puede verse como una forma definitiva de compresión espacio-temporal, que permite que la inversión de capital se mueva casi instantáneamente de un rincón del mundo a otro, devaluando los activos fijos y despidiendo mano de obra en un conglomerado urbano al tiempo que abre nuevos centros de fabricación en más sitios rentables para operaciones de producción. Por lo tanto, en este proceso continuo de destrucción creativa, el capitalismo no resuelve sus contradicciones y crisis, sino que simplemente "las mueve geográficamente".

### Marshall Berman
En su libro de 1987 All That is Solid Melts into Air: The Experience of Modernity, particularmente en el capítulo titulado "Autodestrucción innovadora" (pgs. 98-104), Marshall Berman ofrece una lectura de la "destrucción creativa" marxista para explicar procesos clave en el trabajo dentro de la modernidad. El título del libro está tomado de un conocido pasaje del Manifiesto Comunista. Berman elabora esto en una especie de Zeitgeist que tiene profundas consecuencias sociales y culturales:

La verdad del asunto, como ve Marx, es que todo lo que construye la sociedad burguesa está hecho para ser derribado. "Todo lo que es sólido" —desde la ropa que llevamos puesta hasta los telares y molinos que los tejen, los hombres y mujeres que trabajan las máquinas, las casas y barrios donde viven los trabajadores, las empresas y corporaciones que explotan trabajadores, a los pueblos y ciudades y regiones enteras e incluso a las naciones que los acogen a todos— todo esto está hecho para ser roto mañana, destrozado o triturado o pulverizado o disuelto, para que puedan reciclarse o reemplazarse la próxima semana, y todo el proceso puede continuar una y otra vez, con suerte para siempre, en formas cada vez más rentables. El patetismo de todos los monumentos burgueses es que su fuerza material y su solidez realmente no cuentan para nada y no tienen ningún peso en absoluto, que las mismas fuerzas del desarrollo capitalista que celebran los sorprenden como frágiles juncos. Incluso los edificios burgueses y las obras públicas más bellas e impresionantes son desechables, capitalizados para una rápida depreciación y planeados para ser obsoletos, más cercanos en sus funciones sociales a las tiendas y campamentos que a las "pirámides egipcias, acueductos romanos, catedrales góticas".

Aquí Berman enfatiza la percepción de Marx de la fragilidad y evanescencia de las inmensas fuerzas creativas del capitalismo, y hace de esta aparente contradicción una de las figuras explicativas clave de la modernidad.

### Manuel Castells
El sociólogo Manuel Castells, en su trilogía sobre La era de la información: economía, sociedad y cultura (cuyo primer volumen, La sociedad red, apareció en 1996), reinterpretó los procesos por los cuales el capitalismo invierte en ciertas regiones del mundo, mientras se desprende de otros, utilizando el nuevo paradigma de las "redes informativas". En la era de la globalización, el capitalismo se caracteriza por un flujo casi instantáneo, creando una nueva dimensión espacial, "el espacio de los flujos". Si bien la innovación tecnológica ha permitido esta fluidez sin precedentes, este mismo proceso hace que áreas enteras y poblaciones redundantes sean ignoradas por las redes de información. De hecho, Castells define la nueva forma espacial de la megaciudad o megalópolis como si tuviese la cualidad contradictoria de estar "conectada globalmente y desconectada localmente, física y socialmente". Castells vincula explícitamente estos argumentos a la noción de destrucción creativa:

El "espíritu del informacionalismo" es la cultura de la "destrucción creativa" acelerada a la velocidad de los circuitos optoelectrónicos que procesan sus señales. Schumpeter se encuentra con Weber en el ciberespacio de la empresa de redes.

### Daniele Archibugi
Desarrollando el legado schumpeteriano, la escuela de la Unidad de Investigación de Políticas Científicas de la Universidad de Sussex ha detallado aún más la importancia de la destrucción creativa explorando, en particular, cómo las nuevas tecnologías a menudo son idiosincrásicas con los regímenes productivos existentes y conducirán a empresas en bancarrota e incluso industrias que no logran mantener la tasa de cambio. Chris Freeman y Carlota Pérez han desarrollado estas ideas. Más recientemente, Daniele Archibugi y Andrea Filippetti han asociado la crisis económica de 2008 a la desaceleración de las oportunidades que ofrecen las tecnologías de la información y la comunicación (TIC). Utilizando como metáfora la película Blade Runner, Archibugi ha argumentado que de las innovaciones descritas en la película en 1982, todas las asociadas a las TIC se han convertido en parte de nuestra vida cotidiana. Pero, por el contrario, ninguna de las que están en el campo de la biotecnología se han comercializado completamente. Se producirá una nueva recuperación económica cuando se identifiquen y mantengan algunas oportunidades tecnológicas clave.

Las oportunidades tecnológicas no entran en la vida económica y social sin esfuerzos y elecciones deliberadas. Deberíamos poder imaginar nuevas formas de organización asociadas con la tecnología emergente. Las TIC ya han cambiado nuestro estilo de vida incluso más que nuestra vida económica: han generado empleos y ganancias, pero sobre todo han transformado la forma en que usamos nuestro tiempo e interactuamos con el mundo. La biotecnología podría provocar transformaciones sociales aún más radicales en el centro de nuestra vida. ¿Por qué aún no se han entregado? ¿Qué se puede hacer para liberar su potencial? Hay algunas preguntas básicas que deben abordarse.

### Otros
En 1992, Philippe Aghion y Peter Howitt plantearon la idea de destrucción creativa en términos matemáticos formales, brindando un modelo alternativo de crecimiento endógeno en comparación con el modelo de variedades en expansión de Paul Romer.
En 1995, los autores de la Escuela de negocios Harvard Richard L. Nolan y David C. Croson lanzaron Creative Destruction: A Six-Stage Process for Transformating the Organization. El libro abogaba por la reducción de personal para liberar recursos flojos, que luego podrían reinvertirse para crear una ventaja competitiva.
Más recientemente, la idea de "destrucción creativa" fue utilizada por Max Page en su libro de 1999, The Creative Destruction of Manhattan, 1900-1940. El libro traza la reinvención constante de Manhattan, a menudo a expensas de preservar un pasado concreto. Describiendo este proceso como "destrucción creativa", Page explica las circunstancias históricas complejas, la economía, las condiciones sociales y las personalidades que han producido cambios cruciales en el paisaje urbano de Manhattan.
Además de Max Page, otros han usado el término "destrucción creativa" para describir el proceso de renovación y modernización urbana. T.C. Chang y Shirlena Huang hicieron referencia a la "destrucción creativa" en su paper Recreating place, replacing memory: Creative Destruction at the Singapore River (en castellano, "Recreación de un lugar, reemplazando la memoria: Destrucción creativa en el río Singapur"). Los autores exploraron los esfuerzos para reurbanizar un área frente al mar que reflejaba una nueva cultura vibrante mientras rendía suficiente homenaje a la historia de la región. Rosemary Wakeman relató la evolución de un área en el centro de París, Francia, conocida como Les Halles. Les Halles albergaba un mercado vibrante a partir del siglo XII. Finalmente, en 1971, los mercados fueron reubicados y los pabellones derribados. En su lugar, ahora hay un centro de trenes, metro y autobuses. Les Halles es también el sitio del centro comercial más grande de Francia y el controvertido Centro Georges Pompidou.
El término "destrucción creativa" se ha aplicado a las artes. Alan Ackerman y Martin Puncher (2006) editaron una colección de ensayos bajo el título Contra el teatro: destrucción creativa en el escenario modernista. Detallan los cambios y las motivaciones causales experimentadas en el teatro como resultado de la modernización tanto de la producción de espectáculos como de la economía subyacente. Hablan de cómo el teatro se ha reinventado frente a la antiteatralidad, forzando los límites de lo tradicional para incluir más producciones físicas, que podrían considerarse técnicas de puesta en escena de vanguardia.
En su libro de 1999, Still the New World, American Literature in a Culture of Creative Destruction, Philip Fisher analiza los temas de destrucción creativa en juego en obras literarias del siglo XX, incluidas las obras de autores como Ralph Waldo Emerson, Walt Whitman, Herman Melville, Mark Twain y Henry James, entre otros. Fisher argumenta que la destrucción creativa existe dentro de las formas literarias tal como lo hace dentro del cambio de tecnología.
El autor neoconservador Michael Ledeen argumentó en su libro de 2002 The War Against the Terror Masters que Estados Unidos es una nación revolucionaria, deshaciendo las sociedades tradicionales: "La destrucción creativa es nuestro segundo nombre, tanto dentro de nuestra propia sociedad como en el extranjero. Derribamos el viejo orden todos los días, desde negocios hasta ciencia, literatura, arte, arquitectura y cine, hasta política y derecho". Su caracterización de la destrucción creativa como modelo para el desarrollo social ha enfrentado una feroz oposición de los paleoconservadores.
La destrucción creativa también se ha relacionado con el desarrollo sostenible. La conexión fue mencionada explícitamente por primera vez por Stuart L. Hart y Mark B. Milstein en su artículo de 1999 Global Sustainability and the Creative Destruction of Industries, en el que argumenta que las nuevas oportunidades de ganancias se encuentran en una ronda de destrucción creativa impulsada por sostenibilidad global. (Un argumento que luego fortalecerían en su artículo de 2003 Creating Sustainable Value y, en 2005, con Innovation, Creative Destruction and Sustainability.) Andrea L. Larson estuvo de acuerdo con esta visión un año después en Sustainable Innovation Through an Entrepreneurship Lens, declarando que los emprendedores deben estar abiertos a las oportunidades de mejora disruptiva basada en la sostenibilidad. En 2005, James Hartshorn (et al.) enfatizó las oportunidades para una mejora sostenible y disruptiva en la industria de la construcción en su artículo Creative Destruction: Building Toward Sustainability.
Algunos economistas argumentan que el componente destructivo de la destrucción creativa se ha vuelto más poderoso que en el pasado. Afirman que el componente creativo no agrega tanto crecimiento como en generaciones anteriores, y la innovación se ha convertido en una búsqueda de rentas más que en la creación de valor.

## El emprendedor
El emprendedor innovador, según lo describe Schumpeter se trata de un individuo fuera de lo común por su vitalidad y por su energía, incluso ante fracasos temporales. El innovador no es un inventor. Este último es generalmente un genio, un técnico/científico profesional o de profesión. El emprendedor crea mercados para los inventos de los genios. El innovador se destaca además por su perseverancia y por su ambición, no por su genialidad. Su motivación no sería la mera riqueza, o el simple hedonismo: el emprendedor schumpeteriano —que proviene de cualquier clase social— sueña con crear un imperio económico, una dinastía empresarial (un nombre, una marca).

## Los cinco casos de innovación y el crédito
Para Schumpeter la esencia del capitalismo es el dinamismo, así un capitalismo estático sería una contradicción. Schumpeter establece cinco casos de innovación: 
1. La introducción de un nuevo bien.
2. La introducción de un nuevo método de producción o comercialización de bienes existentes.
3. La apertura de nuevos mercados.
4. La conquista de una nueva fuente de materias primas.
5. La creación de un nuevo monopolio o la destrucción de uno existente.

Un elemento esencial de la economía de la innovación es la creación de crédito, o expansión crediticia. El proceso de innovación en los mercados de bienes y servicios coincide con la puesta en marcha de la innovación financiera, lo que es en sí mismo un proceso sumamente arriesgado (ej. generar un ciclo económico de especulación>quiebra) pero un proceso necesario para la innovación. Sin innovación financiera, no hay emprendimientos innovadores, y por ende no hay creación de riqueza y empleo. De esta forma, Schumpeter atribuye a los bancos, y la creación secundaria de dinero, un papel fundamental en el capitalismo.

## Nombre alternativo
El siguiente texto parece ser la fuente de la frase "Vendaval de Schumpeter" para referirse a la destrucción creativa:

La apertura de nuevos mercados y el desarrollo organizacional de la tienda de artesanía y la fábrica a preocupaciones como US Steel ilustran el proceso de mutación industrial que revoluciona incesantemente la estructura económica desde adentro, destruyendo incesantemente la antigua, creando incesantemente una nueva ... [El proceso] debe ser visto en su papel en el vendaval perenne de la destrucción creativa; no puede entenderse en la hipótesis de que hay una calma perenne.
Joseph Schumpeter, Capitalismo, Socialismo y Democracia, 1942)

## En la cultura popular
La película Other People's Money (1991) ofrece puntos de vista contrastantes sobre la destrucción creativa, presentada en dos discursos sobre la adquisición de una compañía de cable y alambre que cotiza en bolsa en una pequeña ciudad de Nueva Inglaterra. Un discurso es de un atacante corporativo, y el otro lo da el CEO de la compañía, que está principalmente interesado en proteger a sus empleados y al pueblo.

## Otras lecturas
- Philippe Aghion and Peter Howitt. A Model of growth through Creative Destruction. Econometrica 60:2 (1992), pp. 323–51.
- Philippe Aghion and Peter Howitt. Endogenous Growth Theory. MIT Press. 1997.
- Archibugi, Daniele (2017). «Blade Runner economics: Will innovation lead the economic recovery?». Research Policy 46 (3): 535-543. doi:10.1016/j.respol.2016.01.021.
- Innovation and Economic Crisis: Lessons and Prospects from the Economic Downturn, 1st Edition (Hardback) - Routledge.
- Archibugi, Daniele; Filippetti, Andrea; Frenz, Marion (2013). «Economic crisis and innovation: Is destruction prevailing over accumulation?». Research Policy 42 (2): 303-314. doi:10.1016/j.respol.2012.07.002.
- Richard Foster and Sarah Kaplan. "Creative Destruction: Why Companies that are Built to Last Underperform the Market – And how to Successfully Transform Them". Currency publisher. 2001.
- David Harvey. "Neo-liberalism as Creative Destruction Archivado el 8 de marzo de 2021 en Wayback Machine.". Geogr. Ann., 88 B (2): 145–158. 2006
- J. Stanley Metcalfe. Evolutionary Economics and Creative Destruction (Graz Schumpeter Lectures, 1). Routledge. 1998.
- Joan Morro, La Destrucción Creadora de Schumpeter. Su significado histórico y su proyección actual. Universitat Pompeu Frabra. 2019.
- Richard L. Nolan and David C. Croson, Creative Destruction:  A Six-Stage Process for Transforming the Organization. Harvard Business School Press.  1995.
- Max Page. The Creative Destruction of Manhattan, 1900–1940. University of Chicago Press. 1999.
- Hugo Reinert and Erik S. Reinert. "Creative Destruction in Economics: Nietzsche, Sombart, Schumpeter." In J.G. Backhaus and W. Drechsler, eds. Friedrich Nietzsche: Economy, and Society. Springer. 2006.
- Joseph A. Schumpeter. Capitalism, Socialism and Democracy (New York: Harper, 1975) [orig. pub. 1942]
- Thomas G. Osenton. The Death of Demand: Finding Growth in a Saturated Global Economy (New Jersey: Financial Times Prentice Hall, 2004)
- James M. Utterback. Mastering the Dynamics of Innovation. Harvard Business School Press. 1996.
- Thomas Homer-Dixon.  Upside of Down: Catastrophe, Creativity, and the Renewal of Civilization. Island Press. 2006.
- Stanley I. Kutler, Privilege and Creative Destruction: The Charles River Bridge Case, The Norton Library, 1971.
- Sparviero, Sergio; Rogers, Jim (Diciembre de 2011). Same Tune, Different Words: The Creative Destruction of the Music Industry. SSRN 2080043.